# ستيفاني ستريكلاند
ستيفاني ستريكلاند (بالإنجليزية: Stephanie Strickland)‏ هي كاتِبة وشاعرة أمريكية، ولدت في 22 فبراير 1942 في ديترويت في الولايات المتحدة.